# Baccharis

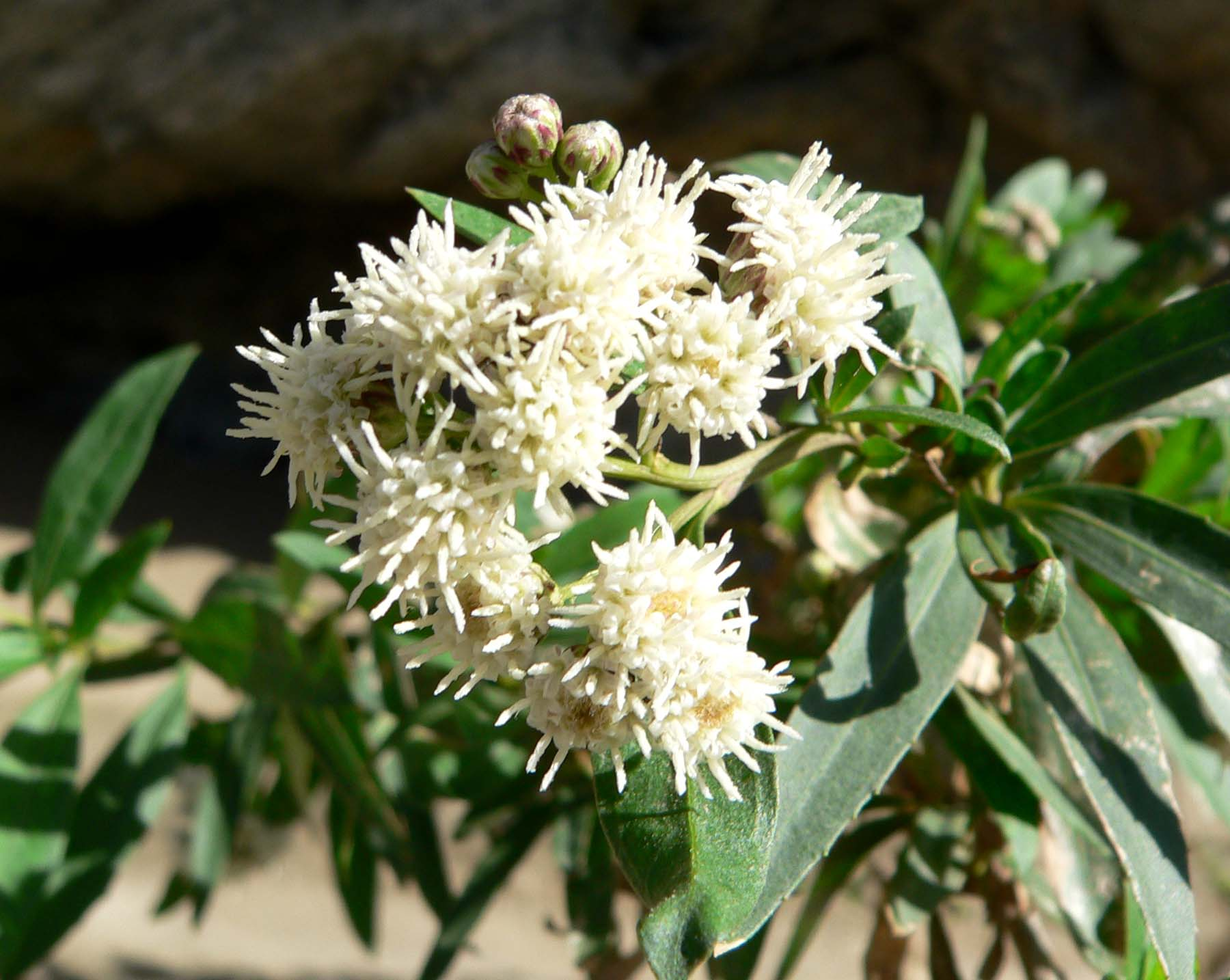
Barriscar salicifolia

Baccharis és un gènere de plantes angiospermes de la família de les asteràcies (Asteraceae). Són plantes natives del continent americà.
Al calendari republicà francès hi té dedicat el dia 21 del mes de Brumari amb el nom francès de Bacchante.

## Descripció
Són arbusts caducifolis dioics. Les fulles són simples i diposades de manera alterna. Les flors es troben agrupades en capítols agrupats en panícules, l'involucre acostuma a tenir vàries fileres de bràctees coriàcies. Totes les flors són tubulars amb la corol·la blanca, groguenca overdosa. El fruit és un aqueni oblong amb papus.

## Taxonomia

### Espècies
Dins del gènere Baccharis es reconeixen les 432 espècies següents:
- Baccharis acutata (Alain) Borhidi
- Baccharis alaternoides Kunth
- Baccharis albida Hook. & Arn.
- Baccharis albolanosa A.S.Oliveira & Deble
- Baccharis aliena (Spreng.) Joch.Müll.
- Baccharis alleluia A.S.Oliveira & Deble
- Baccharis alnifolia Meyen & Walp.
- Baccharis alpestris Gardner
- Baccharis alpina Kunth
- Baccharis altimontana G.Heiden, Baumgratz & R.Esteves
- Baccharis amambayensis Zardini & Soria
- Baccharis anabelae (Deble) G.Heiden
- Baccharis angusticeps Dusén ex Malme
- Baccharis angustifolia Michx.
- Baccharis anomala DC.
- Baccharis antioquensis Killip & Cuatrec.
- Baccharis aphylla DC.
- Baccharis apicifoliosa A.A.Schneid. & Boldrini
- Baccharis aracatubensis Malag. & Hatschb. ex G.M.Barroso
- Baccharis arbutifolia Vahl
- Baccharis arenaria Baker
- Baccharis aretioides Turcz.
- Baccharis artemisioides Hook. & Arn.
- Baccharis articulata Pers.
- Baccharis auriculigera Hieron.
- Baccharis axillaris DC.
- Baccharis ayacuchensis Cuatrec.
- Baccharis barragensis Cuatrec.
- Baccharis beckii Joch.Müll.
- Baccharis bicolor (Joch.Müll.) G.Heiden
- Baccharis bifrons Baker
- Baccharis bigelovii A.Gray
- Baccharis bogotensis Kunth
- Baccharis boliviensis (Wedd.) Cabrera
- Baccharis boyacensis Cuatrec.
- Baccharis brachyphylla A.Gray
- Baccharis brachystachys (Baker) Malag. & J.Vidal
- Baccharis brevifolia DC.
- Baccharis brevipappa (McVaugh) G.L.Nesom
- Baccharis breviseta DC.
- Baccharis buchtienii H.Rob.
- Baccharis burchellii Baker
- Baccharis buxifolia Pers.
- Baccharis cabrerae Ariza
- Baccharis caespitosa Pers.
- Baccharis caldasiana Cuatrec.
- Baccharis calvescens DC.
- Baccharis camporum DC.
- Baccharis campos-portoana Malag.
- Baccharis cana Joch.Müll.
- Baccharis capitalensis Heering
- Baccharis caprariifolia DC.
- Baccharis chachapoyasensis Cuatrec.
- Baccharis chaparensis (Joch.Müll.) G.Heiden
- Baccharis charucoensis G.L.Nesom
- Baccharis chilcaura Hieron.
- Baccharis chionolaenoides D.B.Falkenb. & Deble
- Baccharis chrysophylla (F.H.Hellw. ) G.Heiden
- Baccharis ciliata Gardner
- Baccharis claussenii Baker
- Baccharis clavata (Joch.Müll.) G.Heiden
- Baccharis cochensis Hieron.
- Baccharis cognata DC.
- Baccharis concava Pers.
- Baccharis concinna G.M.Barroso
- Baccharis conferta Kunth
- Baccharis confertifolia Colla
- Baccharis conyzoides DC.
- Baccharis coridifolia DC.
- Baccharis coronata Giuliano
- Baccharis corymbosa Pers.
- Baccharis crassicuneata G.L.Nesom
- Baccharis crassipappa Deble & A.S.Oliveira
- Baccharis crispa Spreng.
- Baccharis cultrata Baker
- Baccharis curitybensis Heering ex Malme
- Baccharis cutervensis Hieron.
- Baccharis cymosa Phil.
- Baccharis darwinii Hook. & Arn.
- Baccharis davidsonii Cuatrec.
- Baccharis deblei A.S.Oliveira & Marchiori
- Baccharis decussata (Klatt) Hieron.
- Baccharis deltoidea Baker
- Baccharis densiflora Wedd.
- Baccharis dentata (Vell.) G.M.Barroso
- Baccharis dependens Pers.
- Baccharis dichotoma G.Heiden & L.D.Meireles
- Baccharis dioica Vahl
- Baccharis divaricata Hauman
- Baccharis douglasii DC.
- Baccharis dracunculifolia DC.
- Baccharis dubia Deble & A.S.Oliveira
- Baccharis dunensis A.A.Schneid. & G.Heiden
- Baccharis effusa Griseb.
- Baccharis elaeoides J.Rémy
- Baccharis elliptica Gardner
- Baccharis emarginata Pers.
- Baccharis erectifolia Steyerm.
- Baccharis erigeroides DC.
- Baccharis erioclada DC.
- Baccharis erosoricola Rzed.
- Baccharis espadae Cuatrec.
- Baccharis famatinensis Ariza
- Baccharis farallonensis (Cuatrec.) G.Heiden
- Baccharis fimbriata (Joch.Müll.) G.Heiden
- Baccharis flabellata Hook. & Arn.
- Baccharis flexuosiramosa A.A.Schneid. & Boldrini
- Baccharis floccosa Deble & A.S.Oliveira
- Baccharis floribundoides Cuatrec.
- Baccharis fraterna Cuatrec.
- Baccharis frenguellii Cabrera
- Baccharis friburgensis G.Heiden, Baumgratz & R.Esteves
- Baccharis frigida Kunth
- Baccharis funkiae Bonif., G.Heiden, Valt. & Marchesi
- Baccharis fusca Turcz.
- Baccharis gaucha G.Heiden
- Baccharis gaudichaudiana DC.
- Baccharis genistelloides (Lam.) Pers.
- Baccharis genistifolia DC.
- Baccharis gibertii Baker
- Baccharis gilliesii A.Gray
- Baccharis glabrata (Hoover) G.Heiden
- Baccharis glandulifera G.L.Nesom
- Baccharis glaucescens (Chodat & Hassl.) Soria & Zardini
- Baccharis glaziovii Baker
- Baccharis glomerata Joch.Müll.
- Baccharis glomeruliflora Pers.
- Baccharis glutinosa Pers.
- Baccharis gnaphalioides Spreng.
- Baccharis gnidiifolia Kunth
- Baccharis gracilis DC.
- Baccharis granadina Cuatrec.
- Baccharis grandicapitulata Hieron.
- Baccharis grandiflora Kunth
- Baccharis grandimucronata Malag.
- Baccharis grisebachii Hieron.
- Baccharis haitiensis Heering
- Baccharis halimifolia L.
- Baccharis hambatensis Kunth
- Baccharis havardii A.Gray
- Baccharis heeringiana Malag.
- Baccharis helichrysoides DC.
- Baccharis hemiptera G.Heiden & A.A.Schneid.
- Baccharis herbacea (McVaugh) G.L.Nesom
- Baccharis heterophylla Kunth
- Baccharis hieronymi Heering
- Baccharis hirta DC.
- Baccharis horizontalis G.L.Nesom
- Baccharis huairacajensis Hieron.
- Baccharis humilis Sch.Bip. ex Baker
- Baccharis hutchisonii Cuatrec.
- Baccharis hyemalis Deble
- Baccharis hypericifolia Baker
- Baccharis ibitipocensis Deble
- Baccharis illinitoides Malag.
- Baccharis incisa Hook. & Arn.
- Baccharis inexspectata Deble & A.S.Oliveira
- Baccharis integrifolia (Joch.Müll.) G.Heiden
- Baccharis intermedia DC.
- Baccharis intermixta Gardner
- Baccharis isabelae Soria & Zardini
- Baccharis itapirocensis A.S.Oliveira & Deble
- Baccharis itatiaiae Wawra
- Baccharis jocheniana G.Heiden & Macias
- Baccharis johnwurdackiana H.Rob.
- Baccharis juncea (Cass.) Desf.
- Baccharis junciformis DC.
- Baccharis kessleri (Joch.Müll.) G.Heiden
- Baccharis kingii Cuatrec.
- Baccharis klattii Benoist
- Baccharis kurtziana Ariza
- Baccharis lancifolia Less.
- Baccharis lapidosa Deble & A.S.Oliveira
- Baccharis lateralis Baker
- Baccharis latifolia Pers.
- Baccharis ledifolia Kunth
- Baccharis lehmannii Klatt
- Baccharis leptocephala DC.
- Baccharis leptophylla DC.
- Baccharis leucocephala Dusén
- Baccharis leucopappa DC.
- Baccharis lewisii (H.Rob.) Joch.Müll.
- Baccharis libertadensis (Jones) H.Rob.
- Baccharis ligustrina DC.
- Baccharis lilloi Heering
- Baccharis linearifolia Pers.
- Baccharis linearis Pers.
- Baccharis longiattenuata A.S.Oliveira
- Baccharis longipedicellata (Joch.Müll.) G.Heiden
- Baccharis lorentzii (Joch.Müll.) Deble
- Baccharis lychnophora Gardner
- Baccharis lycioides J.Rémy
- Baccharis lymanii G.M.Barroso
- Baccharis macraei Hook. & Arn.
- Baccharis macrantha Kunth
- Baccharis macrocephala Sch.Bip.
- Baccharis magellanica (Lam.) Pers.
- Baccharis magnifica G.Heiden, Leoni & J.N.Nakaj.
- Baccharis malibuensis R.M.Beauch. & Henrickson
- Baccharis malmei Joch.Müll.
- Baccharis mandonii Sch.Bip. ex Klatt
- Baccharis marcetiifolia Benth.
- Baccharis maxima Baker
- Baccharis megapotamica Spreng.
- Baccharis melanopotamica Speg.
- Baccharis mesoneura DC.
- Baccharis mexicana Cuatrec.
- Baccharis microcephala DC.
- Baccharis microdonta DC.
- Baccharis milleflora DC.
- Baccharis minor (F.H.Hellw. ) G.Heiden
- Baccharis minutiflora Mart. ex Baker
- Baccharis mollis Kunth
- Baccharis montana DC.
- Baccharis mornicola (Urb.) G.Heiden
- Baccharis mucuchiesensis Hieron.
- Baccharis muelleri Baker
- Baccharis multibracteata (Joch.Müll.) G.Heiden
- Baccharis multiflora Kunth
- Baccharis multifolia A.S.Oliveira, Deble & Marchiori
- Baccharis multipaniculata A.S.Oliveira & Deble
- Baccharis mutisiana Cuatrec.
- Baccharis mylodontis F.H.Hellw.
- Baccharis myricifolia DC.
- Baccharis myriocephala DC.
- Baccharis myrsinites Pers.
- Baccharis napaea G.Heiden
- Baccharis neaei DC.
- Baccharis nebulae Malag. & Hatschb. ex A.S.Oliveira
- Baccharis nebularis G.Heiden
- Baccharis neglecta Britton
- Baccharis neoaustralis G.Heiden
- Baccharis neorupestris Deble & A.S.Oliveira
- Baccharis neotruncata G.Heiden
- Baccharis nervosa DC.
- Baccharis nesomiana Rzed. & Zamudio
- Baccharis niederleinii Heering
- Baccharis nipensis Urb.
- Baccharis nitida Pers.
- Baccharis nivalis Sch.Bip.
- Baccharis notosergila Griseb.
- Baccharis nummularia Heering ex Malme
- Baccharis obdeltata G.Heiden
- Baccharis oblongifolia Pers.
- Baccharis obovata Hook. & Arn.
- Baccharis obtusifolia Kunth
- Baccharis occidentalis S.F.Blake
- Baccharis ochracea Spreng.
- Baccharis odorata Kunth
- Baccharis opuntioides Mart. ex Baker
- Baccharis orbiculata Deble & A.S.Oliveira
- Baccharis orbignyana Klatt
- Baccharis oreophila Malme
- Baccharis organensis Baker
- Baccharis orientalis Alain
- Baccharis oxyodonta DC.
- Baccharis pachycephala Hieron.
- Baccharis padifolia Hieron.
- Baccharis palmeri Greenm.
- Baccharis palustris Heering
- Baccharis pampeana A.S.Oliveira, Deble & Marchiori
- Baccharis paniculata DC.
- Baccharis papillosa Rusby
- Baccharis paramicola Cuatrec.
- Baccharis paranensis Heering & Dusén
- Baccharis parvidentata Malag.
- Baccharis parvifolia DC.
- Baccharis patagonica Hook. & Arn.
- Baccharis patens Baker
- Baccharis paucicostata Joch.Müll. & Giuliano
- Baccharis pauciflosculosa DC.
- Baccharis pedersenii Cabrera
- Baccharis pedunculata (Mill.) Cabrera
- Baccharis pellucida Hieron.
- Baccharis penningtonii Heering
- Baccharis pentaptera (Less.) DC.
- Baccharis pentlandii DC.
- Baccharis pentodonta Malme
- Baccharis pentziifolia Sch.Bip. ex Griseb.
- Baccharis peruviana Cuatrec.
- Baccharis petraea Heering
- Baccharis petrophila R.E.Fr.
- Baccharis phylicifolia DC.
- Baccharis phylicoides Kunth
- Baccharis phyteuma Heering
- Baccharis phyteumoides DC.
- Baccharis pilcensis F.H.Hellw.
- Baccharis pilularis DC.
- Baccharis platypoda DC.
- Baccharis plummerae A.Gray
- Baccharis pluricapitulata (Deble) G.Heiden
- Baccharis poeppigiana DC.
- Baccharis pohlii (Baker) Deble & A.S.Oliveira
- Baccharis polifolia Griseb.
- Baccharis polygama Ariza
- Baccharis polygona Baker
- Baccharis polyphylla Gardner
- Baccharis potosiensis H.Rob.
- Baccharis potrerillana (Ariza) G.Heiden
- Baccharis praetermissa G.L.Nesom
- Baccharis prunifolia Kunth
- Baccharis psammophila Malme
- Baccharis pseudoalpestris Malag.
- Baccharis pseudomyriocephala Malag.
- Baccharis pseudotenuifolia Malag.
- Baccharis pseudovaccinioides Malag.
- Baccharis pseudovillosa Malag. & Vidal
- Baccharis psiadioides (Less.) Joch.Müll.
- Baccharis ptarmicifolia DC.
- Baccharis pteronioides DC.
- Baccharis pulchella Sch.Bip. ex Griseb.
- Baccharis pululahuensis Hieron.
- Baccharis pumila Joch.Müll.
- Baccharis punctulata DC.
- Baccharis pycnantha Phil.
- Baccharis pycnocephala (F.H.Hellw. ) G.Heiden
- Baccharis quitensis Kunth
- Baccharis racemosa (Ruiz & Pav.) DC.
- Baccharis ramboi G.Heiden & Macias
- Baccharis ramiflora A.Gray
- Baccharis raulii S.Díaz & Cuatrec.
- Baccharis rectialata Valt., Bonif., G.Heiden & Marchesi
- Baccharis regnellii Sch.Bip.
- Baccharis reticularia DC.
- Baccharis reticularioides Deble & A.S.Oliveira
- Baccharis retusa DC.
- Baccharis revoluta Kunth
- Baccharis rhomboidalis J.Rémy
- Baccharis riograndensis Malag. & J.Vidal
- Baccharis rivularis Gardner
- Baccharis rodriguezii Ariza
- Baccharis rufescens Spreng.
- Baccharis rufidula (Spreng.) Joch.Müll.
- Baccharis rupicola Kunth
- Baccharis sagittalis (Less.) DC.
- Baccharis salicifolia (Ruiz & Pav.) Pers.
- Baccharis salicina Torr. & A.Gray
- Baccharis saliens Rusby
- Baccharis samensis Joch.Müll.
- Baccharis santelicis Phil.
- Baccharis sarothroides A.Gray
- Baccharis scabra Pers.
- Baccharis scabrifolia G.Heiden
- Baccharis scandens Pers.
- Baccharis schomburgkii Baker
- Baccharis scoparia Sw.
- Baccharis scoparioides Griseb.
- Baccharis scopulorum A.A.Schneid. & G.Heiden
- Baccharis selloi Baker
- Baccharis sergiloides A.Gray
- Baccharis serranoi H.Rob.
- Baccharis serrifolia DC.
- Baccharis serrula Sch.Bip. ex Baker
- Baccharis serrulata Pers.
- Baccharis sessiliflora Vahl
- Baccharis sessilifolia (Less.) DC.
- Baccharis shaferi Britton
- Baccharis simplex G.Heiden
- Baccharis singularis (Vell.) G.M.Barroso
- Baccharis sinuata Kunth
- Baccharis sordescens DC.
- Baccharis sphaerocephala Hook. & Arn.
- Baccharis sphagnophila A.A.Schneid. & G.Heiden
- Baccharis spicata (Lam.) Baill.
- Baccharis squarrosa Kunth
- Baccharis steetzii Andersson
- Baccharis stenocephala Baker
- Baccharis stenophylla Ariza
- Baccharis stuebelii Hieron.
- Baccharis stylosa Gardner
- Baccharis subalata Wedd.
- Baccharis subbimera Hieron.
- Baccharis subdentata DC.
- Baccharis suberectifolia A.S.Oliveira & Deble
- Baccharis subopposita DC.
- Baccharis subtropicalis G.Heiden
- Baccharis sulcata DC.
- Baccharis supplex G.L.Nesom
- Baccharis taltalensis I.M.Johnst.
- Baccharis tarchonanthoides DC.
- Baccharis tarmensis Cuatrec.
- Baccharis teindalensis Kunth
- Baccharis tenuicapitulata Joch.Müll.
- Baccharis tenuiptera Deble
- Baccharis texana A.Gray
- Baccharis thesioides Kunth
- Baccharis thymifolia Hook. & Arn.
- Baccharis tola Phil.
- Baccharis tomentosa Pers.
- Baccharis torricoi Joch.Müll.
- Baccharis triangularis Hauman
- Baccharis tricuneata (L.f.) Pers.
- Baccharis tridentata Vahl
- Baccharis trilobata A.S.Oliveira & Marchiori
- Baccharis trimera (Less.) DC.
- Baccharis trimeroides Malme
- Baccharis trinervis Pers.
- Baccharis trineura Soria & Zardini
- Baccharis truncata Gardner
- Baccharis tucumanensis Hook. & Arn.
- Baccharis uleana Malag.
- Baccharis ulicina Hook. & Arn.
- Baccharis umbellata G.Heiden & Ribas
- Baccharis uncinella DC.
- Baccharis uniflora Pers.
- Baccharis usterii Heering
- Baccharis vacciniifolia Cuatrec.
- Baccharis vaccinoides Kunth
- Baccharis vanessae R.M.Beauch.
- Baccharis vargasii (Joch.Müll.) G.Heiden
- Baccharis variabiliflora Deble & A.S.Oliveira
- Baccharis varians Gardner
- Baccharis venulosoides Malag.
- Baccharis vernalis F.H.Hellw.
- Baccharis vernicosa Hook. & Arn.
- Baccharis vincifolia Baker
- Baccharis viscosissima (Kuntze) G.Heiden
- Baccharis vismioides DC.
- Baccharis vitis-idaea Oliv.
- Baccharis volubilis Kunth
- Baccharis wagenitzii (F.H.Hellw. ) Joch.Müll.
- Baccharis woodii Joch.Müll.
- Baccharis woytkowskii Joch.Müll.
- Baccharis wrightii A.Gray
- Baccharis wurdackeana Malag.
- Baccharis xiphophylla Baker
- Baccharis yungensis (Joch.Müll.) G.Heiden
- Baccharis zamoranensis Rzed.
- Baccharis zamudiorum Rzed.
- Baccharis zoellneri F.H.Hellw.
- Baccharis zongoensis Joch.Müll.
- Baccharis zumbadorensis V.M.Badillo

### Híbrids
S'han descrit els següents híbrids naturals:
- Baccharis × alboffii Hellw.
- Baccharis × antucensis Hellw.
- Baccharis × arcuata Hellw.
- Baccharis × australis Hellw.
- Baccharis × caramavidensis Hellw.
- Baccharis × chillanensis Hellw.
- Baccharis × concavoides Hellw.
- Baccharis × crenatolycioides Hellw.
- Baccharis × demissa Hellw.
- Baccharis × exspectata Hellw.
- Baccharis × pseudolycioides Hellw.
- Baccharis × pseudoneaei Hellw.
- Baccharis × pseudopalenae Hellw.
- Baccharis × pseudopilcensis Hellw.
- Baccharis × septentrionalis Hellw.
- Baccharis × spegazzinii Hellw.
- Baccharis × subaequalis Hellw.
- Baccharis × tarapacana Hellw.
- Baccharis × volckmannii Phil.

### Sinònims
Els següents noms científics són sinònims heterotípics de Baccharis:
- Achyrobaccharis Sch.Bip.
- Arrhenachne Cass.
- Baccharidastrum Cabrera
- Baccharidiopsis G.M.Barroso
- Heterothalamulopsis Deble, A.S.Oliveira & Marchiori
- Heterothalamus Less.
- Icma Phil.
- Lanugothamnus Deble
- Molina Ruiz & Pav.
- Neomolina F.H.Hellw.
- Palenia Phil.
- Pingraea Cass.
- Polypappus Less.
- Pterocladis Lamb. ex G.Don
- Sergilus Gaertn.
- Stephananthus Lehm.
- Tursenia Cass.

## Usos
Espècies com ara Baccharis halimifolia foren introduïdes en Europa i Austràlia com a ornamental però han acabat esdevenint invasores.